# جيم أدريان
جيم أدريان ((بالتركية: Cem Adrian)‏) (30 نوفمبر 1980 في أدرنة في تركيا – )؛ هو مغني وكاتب غنائي ومؤلف ومنتج تركي بدأ مسيرته الفنية عام 2003. ومعروف عنه قدرته على الانتقال من نوع صوت الباس إلى السوبرانو. كما أن حباله الصوتية أطول بثلاثة أضعاف متوسط الطول الطبيعي للرجل.

## مسيرته
بدأ جيم مسيرته بالنشر الإذاعي في سن الثامنة عشر، واستمر لمدة 6 سنوات. في نفس الوقت درس المسرح والتصوير الفوتوغرافي وسجل حوالي 250 أغنية من أغانيه الخاصة في استوديوهات محطة الإذاعة حيث كان يعمل.
في سنة 2003 دخل في فرقة (Mystica) في إسطنبول كمغني وراقص. في خريف 2004 بدأ تعليمه كطالب خاص في كلية الموسيقى والفنون المسرحية في جامعة بيلكنت، وكانت دراسته بدعوة خاصة من فاضل ساي.
في سنة 2005 أصدر أول ألبوم غنائي له بعنوان "Ben Bu Sarkiyi Sana Yazdim"، ويتضمن الألبوم الأغاني التي قام أدريان بتسجيلها بنفسه بين عامي (1997 - 2003)، بالإضافة لتسجيلات حية لأول أداء أكاديمي له مع فاضل ساي. هذا الألبوم التجريبي باع 16,000 نسخة.
الذي كان يقوم به في سلسلة من الحفلات الموسيقية التي بدأت مع في عام 2005 في إسطنبول، واستمر بالعرض الأول للموسم الموسيقي في هامبورغ مع مهرجان الجاز بريمن مع فاضل ساي وبرهان أوجال.

## وصلات خارجية
- جيم أدريان على موقع IMDb (الإنجليزية)
- جيم أدريان على موقع ميوزك برينز (الإنجليزية)
- جيم أدريان على موقع ديسكوغز (الإنجليزية)

- الموقع الرسمي
- Showcase profile